# Lista de campeãs mundiais de duplas de Knockouts da TNA

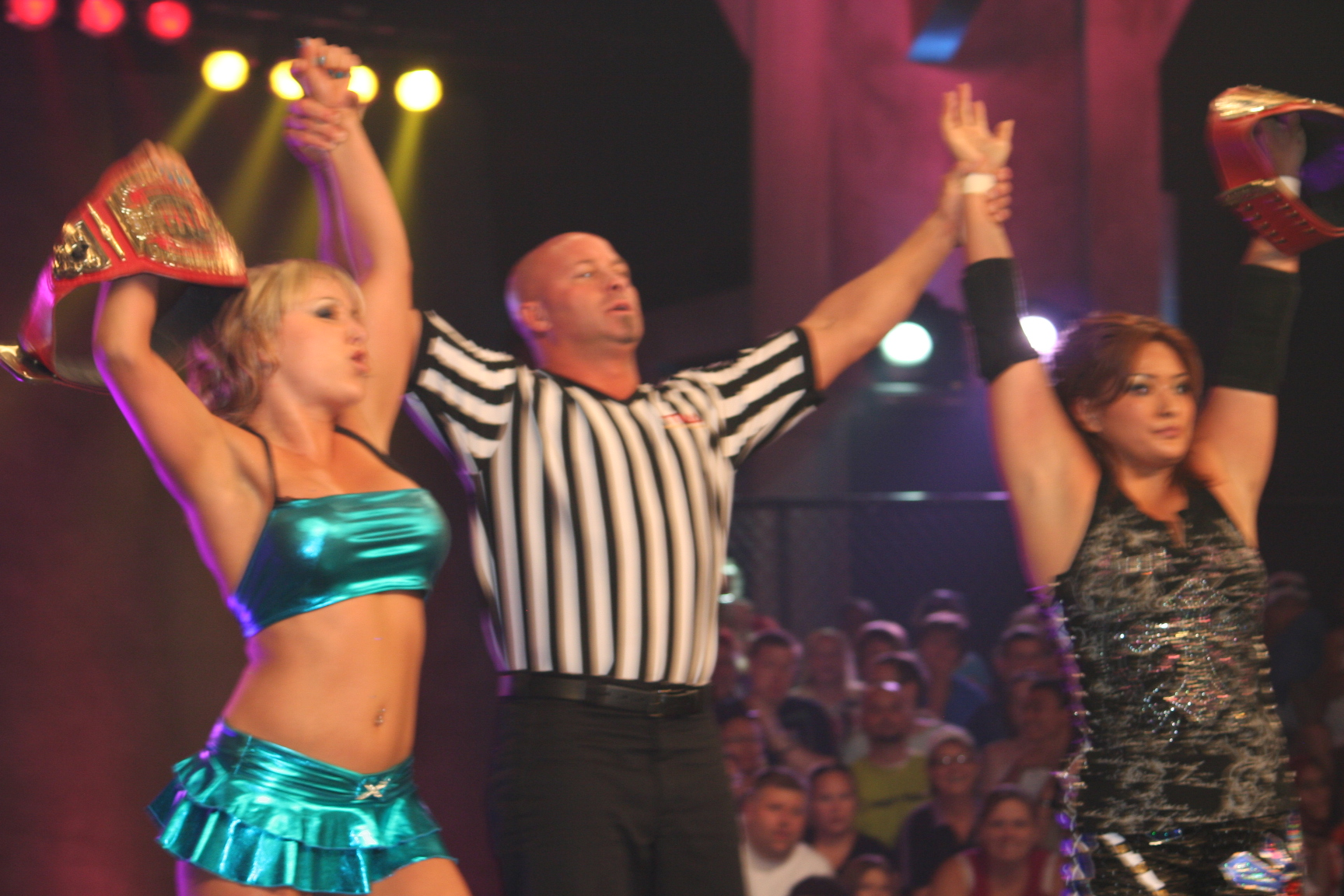
Hamada e Taylor Wilde como campeãs de duplas das knockouts em julho de 2010.

Esta lista de campeãs mundiais de duplas das knockouts da TNA reúne as atletas que obtiveram este título de wrestling profissional, que pertenceu a organização estadunidense Total Nonstop Action Wrestling (TNA). Criado em 2009, foi um dos dois títulos disputados na divisão feminina da TNA (sendo o outro o Campeonato Feminino das Knockouts); contudo, o Campeonato de Duplas das Knockouts já foi ganho por um um lutador masculino em uma ocasião distinta.
No episódio de 20 de agosto de 2009 do programa semanal da TNA, até então chamado de Impact!, foi anunciado um torneio de oito equipes para se coroarem as campeãs de duplas das knockouts. O torneio teve início na semana seguinte e continuou por mais quatro semanas, sendo concluído em 20 de setembro no No Surrender; no evento, a equipe formada por Sarita e Taylor Wilde derrotou The Beautiful People (dupla formada por Madison Rayne e Velvet Sky) para se tornarem as primeiras campeãs de duplas das knockouts.
Em 20 de junho de 2013, a executiva da knockouts, Brooke Hogan, retirou os títulos dos até então campeões Eric Young e ODB, devido a Young ser um homem. Uma semana depois, o título foi aposentado, tendo seu perfil removido do site da TNA.
Os reinados do Campeonato de Duplas das Knockouts da TNA foram determinados com a realização de lutas de wrestling profissional, em que as competidoras estavam envolvidas em rivalidades com roteiros pré-determinados. As rivalidades eram criadas entre as várias competidoras, em que utilizavam o papel de face (herói) e o de heel (vilã). Durante a história do título, todas as equipes tiveram apenas um reinado; individualmente, Hamada, Sarita e Taylor Wilde possuem o recorde de dois reinados cada uma. Com 478 dias, o reinado de Eric Young e ODB é considerado o maior da história do título; já o reinado da dupla formada por Awesome Kong e Hamada é o mais curto, com 63 dias. No geral, houve nove reinados distribuídos entre quinze lutadoras e nove equipes, com o título tendo ficado vago por três ocasiões.

## História

### Reinados
| #                    | Ordem dos reinados                                                                                      |
| Nome da lutadora (#) | O número representa os reinados individuais de uma lutadora quando este é diferente do reinado da dupla |
| Reinado              | O número de reinados para o conjunto específico de lutadoras listadas                                   |
| Evento               | O evento promovido pela respectiva promoção em que os títulos foram conquistados                        |
| —                    | Usado para reinados vagos para não contá-lo como um reinado oficial                                     |
| +                    | Indica que o reinado atual está mudando diariamente                                                     |

| # | Nome da dupla (Nome das lutadoras)                                  | Reinado | Data                    | Dias com o título | Local            | Evento              | Notas | Ref(s)        |
| - | ------------------------------------------------------------------- | ------- | ----------------------- | ----------------- | ---------------- | ------------------- | --- | ------------- |
| 1 | Sarita e Taylor Wilde                                               | 1       | 20 de setembro de 2009  | 106               | Orlando, Flórida | No Surrender (2009) | Sarita e Wilde derrotaram The Beautiful People (Madison Rayne e Velvet Sky) na final de um torneio de oito equipes para se tornarem as campeãs inaugurais.                                                                                            | [ 7 ] [ 11 ]  |
| 2 | Awesome Kong e Hamada                                               | 1       | 4 de janeiro de 2010    | 63                | Orlando, Flórida | TNA Impact!         | | [ 12 ]        |
| — | Vago                                                                | —       | 8 de março de 2010      | —                 | Orlando, Flórida | TNA Impact!         | Declarado vago após Kong ser liberada de seu contrato com a TNA. No enredo, a explicação dada foi que Kong e Hamada não haviam defendido o título dentro de 30 dias.                                                                                  | [ 13 ]        |
| 3 | The Beautiful People (Lacey Von Erich, Madison Rayne, e Velvet Sky) | 1       | 8 de março de 2010      | 141               | Orlando, Flórida | TNA Impact!         | Rayne e Sky derrotaram as duplas formadas por Sarita e Taylor Wilde e Angelina Love e Tara em uma luta de três duplas para vencerem o campeonato. Von Erich também foi reconhecida como um campeã e as três defenderam o título sob a regra Freebird. | [ 13 ] [ 14 ] |
| 4 | Hamada (2) e Taylor Wilde (2)                                       | 1       | 27 de julho de 2010     | 123               | Orlando, Flórida | TNA Impact!         | Exibido em 5 de agosto de 2010. | [ 15 ] [ 16 ] |
| — | Vago                                                                | —       | 6 de dezembro de 2010   | —                 | Orlando, Flórida | TNA Impact!         | Título vago após Hamada ser liberada de seu contrato com a TNA. No enredo, a explicação dada foi que Hamada e Wilde não haviam defendido o título dentro de 30 dias. Exibido em em 9 de dezembro de 2010.                                             | [ 17 ] [ 18 ] |
| 5 | Angelina Love e Winter                                              | 1       | 9 de dezembro de 2010   | 94                | Orlando, Flórida | TNA Impact!         | Love e Winter derrotaram Madison Rayne e Tara na final de um torneio de quatro equipes para ganharem o título vago. Exibido em 23 de dezembro de 2010. Com a vitória, Winter se tornou a primeira knockout a ganhar um título em sua estréia.         | [ 19 ] [ 20 ] |
| 6 | Mexican America (Rosita e Sarita (2))                               | 1       | 1 de março de 2011      | 121               | Orlando, Flórida | Victory Road (2011) | | [ 21 ]        |
| 7 | TnT (Brooke Tessmacher e Tara)                                      | 1       | 12 de julho de 2011     | 106               | Orlando, Flórida | Impact Wrestling    | Exibido em 21 de julho de 2011. | [ 22 ] [ 23 ] |
| 8 | Gail Kim e Madison Rayne (2)                                        | 1       | 26 de outubro de 2011   | 125               | Macon, Georgia   | Impact Wrestling    | Exibido em 3 de novembro de 2011. | [ 24 ] [ 25 ] |
| 9 | Eric Young e ODB                                                    | 1       | 28 de fevereiro de 2012 | 478               | Orlando, Flórida | Impact Wrestling    | Exibido em 8 de março de 2012. | [ 2 ] [ 26 ]  |
| — | Vago                                                                | —       | 20 de junho de 2013     | —                 | Peoria, Illinois | Impact Wrestling    | Título declarado vago pela executiva da knockouts Brooke Hogan devido a Eric Young ser um homem. | [ 8 ]         |
| — | Desativado                                                          | —       | 27 de junho de 2013     | —                 | —                | —                   | Título foi desativado e o seu perfil foi retirado do ImpactWrestling.com. | [ 9 ]         |

## Reinados combinados

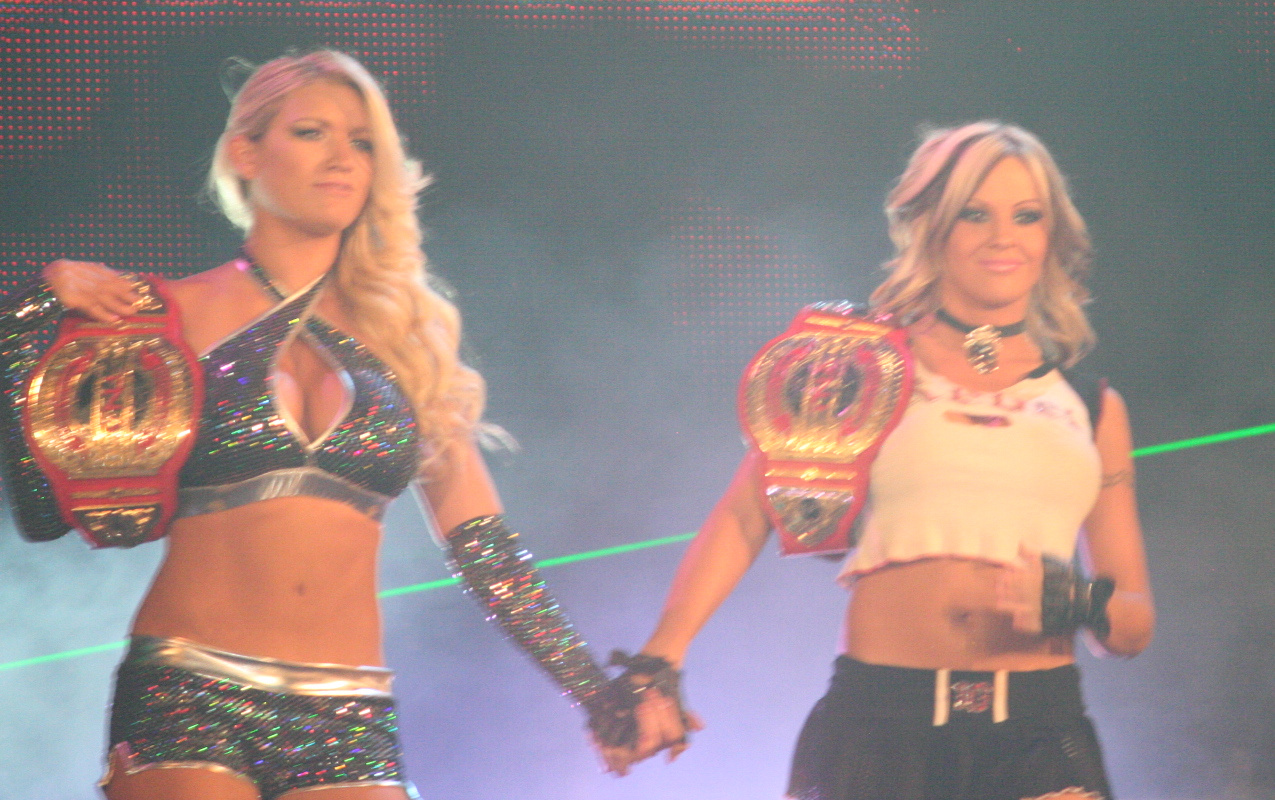
(Esquerda para direita) Lacey Von Erich e Velvet Sky da The Beautiful People, que detinham o título junto com Madison Rayne.

### Por dupla
| Pos. | Nome da dupla (Nome das lutadoras)                                 | Nº de reinados | Dias combinados |
| ---- | ------------------------------------------------------------------ | -------------- | --------------- |
| 1    | Eric Young e ODB                                                   | 1              | 478             |
| 2    | The Beautiful People (Lacey Von Erich, Madison Rayne e Velvet Sky) | 1              | 141             |
| 3    | Hamada e Taylor Wilde                                              | 1              | 132             |
| 4    | Gail Kim e Madison Rayne                                           | 1              | 125             |
| 5    | Mexican America (Rosita e Sarita)                                  | 1              | 121             |
| 6    | Sarita e Taylor Wilde                                              | 1              | 106             |
| 6    | TnT (Brooke Tessmacher e Tara)                                     | 1              | 106             |
| 8    | Angelina Love e Winter                                             | 1              | 94              |
| 9    | Awesome Kong e Hamada                                              | 1              | 63              |

### Por lutadora
| Pos. | Lutadora          | Nº de reinados | Dias combinados |
| ---- | ----------------- | -------------- | --------------- |
| 1    | Eric Young        | 1              | 478             |
| 1    | ODB               | 1              | 478             |
| 3    | Madison Rayne     | 2              | 266             |
| 4    | Taylor Wilde      | 2              | 238             |
| 5    | Sarita            | 2              | 227             |
| 6    | Hamada            | 2              | 195             |
| 7    | Lacey Von Erich   | 1              | 141             |
| 7    | Velvet Sky        | 1              | 141             |
| 9    | Gail Kim          | 1              | 125             |
| 10   | Rosita            | 1              | 121             |
| 11   | Tara              | 1              | 106             |
| 11   | Brooke Tessmacher | 1              | 106             |
| 13   | Angelina Love     | 1              | 94              |
| 13   | Winter            | 1              | 94              |
| 15   | Awesome Kong      | 1              | 63              |